# Obotherium
Obotherium ist eine ausgestorbene Gattung der Paarhufer (Artiodactyla). Innerhalb der Paarhufer wird sie zur ebenfalls erloschenen Familie der Tapirulidae gezählt, welche als wenig erforscht gilt. Die Vertreter der Gruppe wichen aber von anderen Paarhufern insofern ab, dass ihre Zähne deutlich durch querstehende Leisten charakterisiert waren, was Ähnlichkeiten zu den nicht verwandten Tapiren hervorrief. Dies trifft auch auf Obotherium zu. Die Gattung ist von einzelnen Zahn- und Kieferresten aus dem südlichen Teil der Inneren Mongolei überliefert. Die Funde datieren in das Mittlere Eozän vor etwa 47 bis 41 Millionen Jahren. Wissenschaftlich benannt wurde die Gattung im Jahr 2023. Es sind zwei Arten bekannt.

## Merkmale

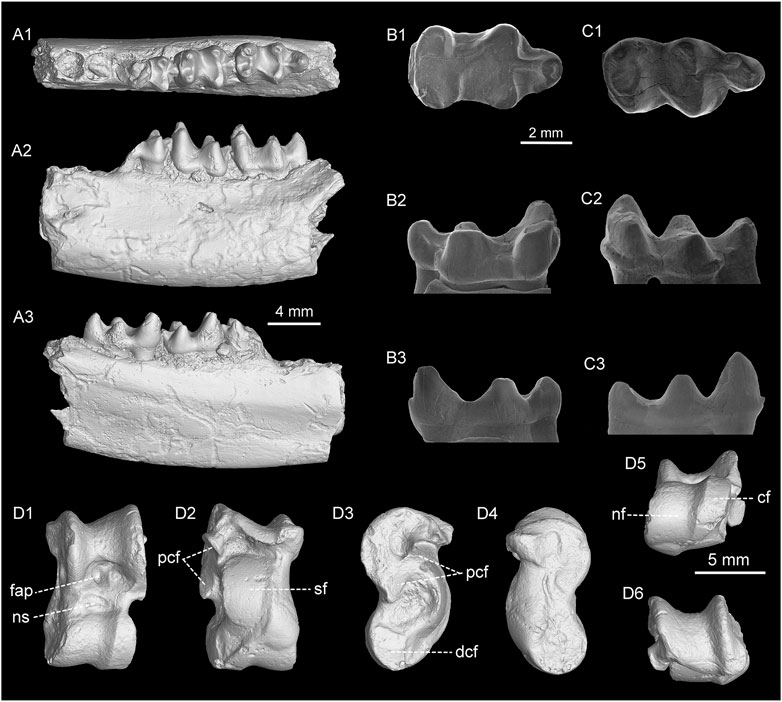
Unterkiefer, isolierte Zähne und Fußwurzelknochen von Obotherium

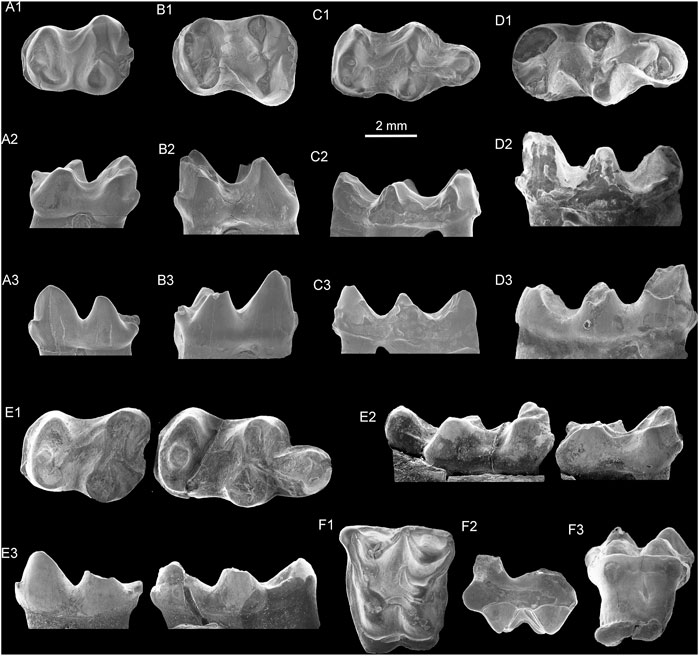
Isolierte Zähne von Obotherium

Von Obotherium liegen hauptsächlich Zähne und Fragmente des Unterkiefers vor, zusätzlich aber auch einzelne Fußwurzelknochen. Der Unterkiefer war schlank gebaut mit einem niedrigen horizontalen Knochenkörper, dessen Unterkante ebenso wie die Alveolarebene nach unten gewölbt verliefen. Letztere beiden Merkmale wichen vom nahe verwandten Tapirulus mit ihrem jeweils geraden Verlauf ab. Die Höhe des Knochens blieb bei Obotherium auch deutlicher konstant als bei Tapirulus und verjüngte sich nur leicht nach vorn. Ein vorderes Foramen mentale von runder Gestalt öffnete sich unterhalb des ersten Prämolaren, ein hinteres mit leicht länglicher Form unterhalb des vierten. Die Symphyse am vorderen Ende des Unterkiefers ist nur bruchstückhaft überliefert. Sie endete am zweiten Prämolaren. Das vordere Gebiss des Unterkiefers ist unbekannt. Vom unteren Eckzahn an standen die Zähne geschlossen. Der dritte untere Prämolar zeichnete sich durch eine schmale Form und einem einzelnen hohen Höcker aus. Am letzten unteren Prämolaren bestanden zwei Höcker, die nahezu gleich groß wurden. Insgesamt waren die Prämolaren nicht so gestreckt wie bei Tapirulus. Die unteren Molaren waren höckerig (bunodont) gebaut mit jeweils vier Haupthöckern: das Protoconid und Hypoconid auf der Wangenseite sowie das Metaconid und Entoconid auf der Zungenseite. Die Höcker der Wangenseite erreichten nicht die Höhe ihrer Gegenstücke auf der Zungenseite. Zwischen den jeweils gegenständigen Höckern waren Schmelzleisten ausgebildet, was einen typisch bilophodonten Eindruck erweckte. Am dritten Molaren zeigte sich das Hypoconulid, ein Nebenhöcker, quer gestreckt, wodurch eine dritte Leiste entstand. Diese war aber nicht so deutlich entwickelt wie beim nahe verwandten Tapiruloides. Die vorderen beiden Haupthöcker (Protoconid und Metaconid) erhoben sich auf dem Trigonid, einem erhabeneren Teil der Kaufläche. Dieses war vorn und hinten verschmälert. Das Talonid, ein tieferer Abschnitt der Kauoberfläche, trug die hinteren beiden Höcker (Hypoconid und Entoconid) und übertraf das Trigonid an Weite. Die vier Prämolaren erstreckten sich über rund 16 mm Länge, die drei Molaren nahmen gut 17 mm in Anspruch.

## Fossilfunde
Funde von Obotherium stammen bisher lediglich aus dem Erlian-Becken im Süden der chinesischen autonomen Region Innere Mongolei. Das Becken ist bekannt für seine reichhaltigen fossilen Reste, die seit den 1920er Jahren, ausgelöst durch einzelne Expeditionen des American Museum of Natural History, wissenschaftlich untersucht werden. Die im Erlian-Becken weiträumig aufgeschlossen känozoischen Ablagerungen gehören verschiedenen Gesteinsformationen an. Von diesen decken die Arshanto-Formation, die Irdin-Manha-Formation und die Sharamurun-Formation einen größeren Teil des Eozäns ab. Ihr Fossilgehalt hat Leitcharakter für die Biostratigraphie des Paläogens in Ostasien. Die Reste von Obotherium kamen verstreut über mehrere Lokalitäten aus der Irdin-Manha-Formation zu Tage, welche im Mittleren Eozän vor 47 bis 41 Millionen Jahren entstand. Lokalstratigraphisch gehören sie dem Irdinmanhum an.

## Systematik
Obotherium ist eine ausgestorbene Gattung aus der Ordnung der Paarhufer (Artiodactyla). Innerhalb dieser wird die Gattung zur Familie der Tapirulidae gestellt. Hierbei handelt es sich um eine Gruppe wenig erforschter früher Paarhufer, welche endemisch während des Paläogens in Eurasien vorkamen. Charakteristisch sind für die Vertreter eine geringe Körpergröße sowie ein langer und flacher Schädel, der ein gestrecktes Rostrum und einen kurzen, jedoch verhältnismäßig breiten Hirnschädel aufwies. Die Zähne standen in einer geschlossene Reihe, so dass kein Diastema ausgebildet war. Die hinteren Zähne waren typischerweise höckerig (bunodont) gestaltet und mit zwei Querleisten ausgestattet (bilophodont), wobei eine dritte am letzten Molar bestand. Dies bedingt eine gewisse Ähnlichkeit mit denen der Tapire (Tapiridae), woher auch der Familienname herrührt. Die bunodonten Zähne stehen in einem deutlichen Kontrast zu den selenodonten Zähne der meisten anderen Paarhufer.
Ursprünglich waren die Tapirulidae lediglich über die Gattung Tapirulus mit knapp einem halben Dutzend Arten bekannt. Die Gattung hatte Paul Gervais im Jahr 1850 anhand eines Unterkiefers aus Frankreich wissenschaftlich eingeführt. Die genaue systematische Position war lange Zeit umstritten. Teilweise wurde Tapirulus den Anoplotheriidae oder den Dacrytheriidae zugewiesen. Terry J. Hooker ordnete sie im Jahr 2001 hingegen den Choeropotamidae bei, deren Mitglieder jedoch eine anders geartete Zahnstruktur aufwiesen. Die heute anerkannte eigenständige Familie der Tapirulidae war bereits im Jahr 1879 von Edward Drinker Cope benannt worden.
Die wissenschaftliche Erstbeschreibung von Obotherium erfolgte im Jahr 2023 durch ein Forscherteam um Bai Bin. Grundlage bildete hierfür das Fossilmaterial aus dem Erlian-Becken in der Inneren Mongolei. Als Holotyp wurde ein rechter unterer Molar definiert (Exemplarnummer IVPP V 31726). Der Gattungsname leitet sich einerseits von Obo her, kultischen Steinhaufen teils mit Holzeinsätzen an Gebirgspässen im tibetisch-mongolischen Raum, andererseits vom lateinischen Wort therium für „Tier“. Gemeinsam mit der Gattung wurden zwei Arten benannt:
- O. parvum Bai, Wang, Theodor & Meng, 2023
- O. tongi Bai, Wang, Theodor & Meng, 2023

Möglicherweise lassen sich anhand des Fundmaterials aus dem Erlian-Becken noch weitere Arten definieren, da einige Zähne morphologisch deutlich abweichen. Als Nominatform wurde O. parvum bestimmt. Einer phylogenetischen Studie zufolge formen O. parvum und O. tongi keine geschlossene Gruppe. Dies könnte mit dem bisherigen Fehlen von oberen Zähnen bei letzterer Art zusammenhängen.

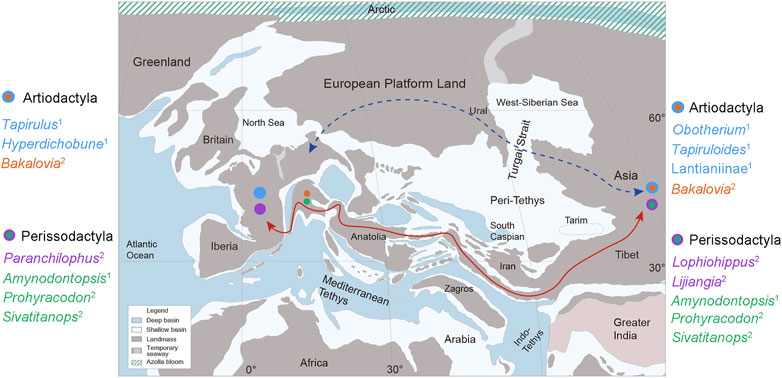
Paläogeographie der Tethysregion im Mittleren Eozän und Ausbreitung der Tapirulidae

Die Tapirulidae waren mit Tapirulus anfänglich nur aus dem westlichen Eurasien überliefert. Dieses bestand im Verlauf des Mittleren Eozäns bis Oligozäns als Inselwelt und war so weitgehend von Nordamerika und dem östlichen Eurasien isoliert. Als Konsequenz daraus entstanden zahlreiche endemische Paarhuferformen. Der Nachweis von Obotherium und dem nahe verwandten Tapiruloides im heutigen östlichen Asien lässt auf einen gewissen Faunenaustausch zu jener Zeit schließen. Da Obotherium zudem den bisher phylogenetisch ältesten Vertreter der Tapirulidae repräsentiert, können nicht alle Paarhufer des westlichen Eurasiens jener Zeit auf einen autochthonen Ursprung dort zurückgeführt werden.